# Caso Elisa Pilarski
El caso Elisa Pilarski se refiere a la muerte de Elisa Pilarski, muerta el 16 de noviembre de 2019 por múltiples mordeduras de perro en el bosque de Retz, en Aisne, Francia. Al mismo tiempo, se desarrollaba una cacería a unos centenares de metros. Elisa Pilarski se encontraba sola y paseaba un pitbull de nombre «Curtis» perteneciente a su pareja. Este, que no presenció los acontecimientos, acusó del ataque mortal a los perros de la jauría, cuya responsabilidad fue desmentida por los informes periciales, que establecieron que fue Curtis quien provocó la muerte de Pilarski.   
Un procedimiento judicial condujo a la imputación por homicidio involuntario del dueño del pitbull.

## Hechos

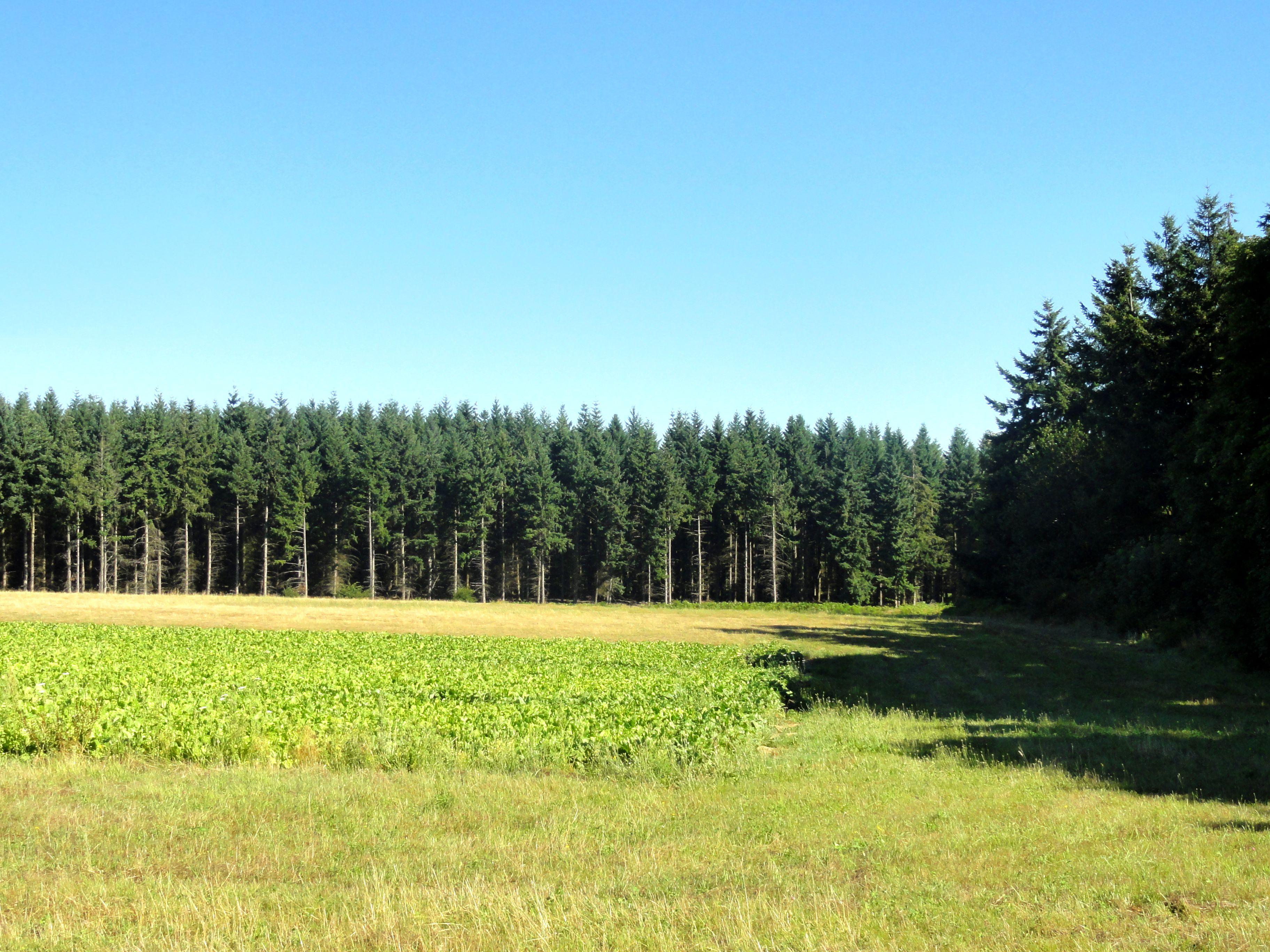
El bosque de Retz.

El 16 de noviembre de 2019, Elisa Pilarski, una mujer bearnesa de 29 años y embarazada de seis meses del que habría sido su primer hijo, se encontraba en el bosque de Retz, donde paseaba a Curtis, un perro que su dueño presentó al principio como un cruce de Patterdale con lévrier Whippet, pero después los gendarmes comprobaron que se trataba de un pitbull, perro prohibido en Francia desde 1999, importado ilegalmente desde los Países Bajos y no declarado. Tres meses antes del suceso, el perro había ganado en Bélgica un «concurso de mordidas deportivas» reservado a pitbulls. (Es de notar que el Pit Bull Terrier no es considerado como una raza de perros por la ley francesa, pero como un tipo morfológico, la raza American Staffordhire Terrier se adjunta a este tipo).
Después del suceso, Christophe Ellul, el novio de Pilarski y dueño de Curtis, explicó que tenía a su pareja al teléfono cuando luchaba, y que ésta habría sido muerta por los perros de la jauría de la partida de caza cercana. Cuando llegó al lugar, dijo toparse con el cuerpo tendido «destrozado a mordiscos» y a Curtis cerca, sentado e inmóvil.
De la otra parte, los cazadores afirmaron que sus perros estaban controlados y ningún perro de caza ha atacado nunca a un humano, hasta ahora, ni se conoce tal cosa en la literatura especializada. Rápidamente se vio como altamente probable que hubiera sido Curtis, entrenado para morder para participar en concursos prohibidos en Francia, que se hubiera vuelto contra la novia de su dueño.
En diciembre de 2019, se lanzó una campaña en internet para recaudar dinero con que asegurar la defensa del perro Curtis. Se aportaron 7.000 euros.
El 31 de octubre de 2020, se hizo público el informe pericial solicitado por los juzgados a dos veterinarios. Después de haber procedido al estudio de las mandíbulas de los 5 perros de la pareja y de las 62 pertenecientes a los canes de la asociación de caza, ambos veterinarios acusaron a Curtis, culpable de los hechos, afirmando: 

"El perro Curtis es el único autor de los mordiscos que provocaron el deceso […]. Las mordidas son compatibles con la mandíbula de Curtis, y no con las de los perros de caza".

Los expertos examinaron igualmente el comportamiento de Curtis, comportamiento descrito como 

"predación desviada de su finalidad [debido a su adiestramiento] antinatural, [derivado de] una forma de maltrato animal".

El informe descartó además la tesis según la cual Curtis habría defendido a la víctima contra los perros de caza: no había ningún rastro de las patas de los perros de la jauría en torno al cuerpo, ninguna herida en los perros de caza que resultara de un combate, y las heridas mínimas sobre la cabeza de Curtis no eran mordiscos de otro perro, sino probablemente causadas por él mismo al arrancarse el bozal.
Los resultados de los análisis genéticos, comunicados el 3 de noviembre de 2020, confirmaron el parecer de los expertos: se encontró ADN de Curtis sobre el cuerpo de Pilarski, ninguno de los perros de caza.
El 4 de noviembre de 2020, Christophe Ellul, el compañero sentimental de la víctima, es interrogado por el fiscal de la República. Su abogado solicita una segunda opinión.
Se pone en marcha una investigación judicial contra él por «homicidio involuntario por torpeza, imprudencia, inatención, negligencia o incumplimiento del deber de prudencia (…) que resulta de la agresión cometida por perros».
Incluso después de estas revelaciones sobre los análisis de los mordeduras de perro que resultaron fatales para Pilarski, Christophe Ellul continuó afirmando que era imposible que su perro fuera responsable de su muerte, durante una rueda de prensa ofrecida con su abogado Alexandre Novion a principios de noviembre de 2020. Además, Ellul negó el hecho de que su perro estuviera en una «situación ilegal». 
El 4 de marzo de 2021 Christophe Ellul es acusado de homicidio involuntario y puesto bajo control judicial. Tiene prohibido entrar en contacto con la familia de la víctima.
El 29 de marzo de 2021, es de nuevo convocado en Soissons, esta vez para una confrontación con la familia de Elisa Pilarski. El teléfono móvil de esta última había sido analizado; contenía fotos del perro tomadas durante el paseo poco tiempo antes del deceso de Pilarski así como un mensaje de texto de su novio: "voy a soltarlo", que sugiere que tenía conocimiento del rol de su perro en el drama. La tesis de Christophe Ellul, de que el perro llevaba bozal y no podía haber mordido a su novia, se derrumbó un poco más, ya que el perro no llevaba bozal en las fotos. Por otra parte, el hecho de que un bozal que no pertenecía al perro fuera encontrado en el bosque en las inmediaciones del lugar del ataque, abre la puerta a la hipótesis de que podría haber sido dejado allí deliberadamente por el propio Ellul.